# Płaszczyzna Laplace’a
Płaszczyzna Laplace’a satelity – płaszczyzna prostopadła do osi, wokół której precesuje chwilowa płaszczyzna orbity satelity planety. Jest to zatem efektywnie „średnia” płaszczyzna orbity satelity, do której chwilowa płaszczyzna orbity ma stałe nachylenie i względem której podlega precesji.

## Położenie w przestrzeni
Oś płaszczyzny Laplace’a satelity leży w jednej płaszczyźnie z osią obrotu planety, wokół której krąży satelita i osią orbity tej planety wokół gwiazdy centralnej. Spłaszczenie planety powoduje precesję orbity satelity wokół osi obrotu planety, a perturbacje ruchu wynikające z wpływu grawitacji gwiazdy (np. Słońca) sprawiają, że orbita satelity dodatkowo precesuje wokół osi orbity planety. Oba te zjawiska zachodzą równocześnie, powodując że oś odniesienia znajduje się pomiędzy tymi dwiema osiami.

## Nazewnictwo
Płaszczyzna ta bywa nazywana „płaszczyzną niezmienną”, chociaż to pojęcie jest zwykle używane w odniesieniu do płaszczyzny prostopadłej do sumy wektorów momentu pędu składników układu. Te dwie koncepcje nie powinny być mylone (choć obie wywodzą się z prac Pierre-Simona de Laplace’a). Są one równoważne tylko wtedy, gdy źródła zaburzeń znajdują się daleko od ciała podlegającego precesji. Płaszczyzna Laplace’a może być różna dla różnych ciał w tym samym układzie, podczas gdy płaszczyzna niezmienna jest jedna dla całego układu.

## W Układzie Słonecznym
W większości przypadków płaszczyzna Laplace’a jest bliska płaszczyzny równika planety, wokół której krąży satelita (jeżeli jego orbita przebiega względnie blisko planety) lub blisko płaszczyzny orbity planety wokół Słońca (jeżeli satelita krąży po dalekiej orbicie). Wynika to z różnego wkładu zaburzeń pochodzących od planety i od gwiazdy, których proporcja zależy od odległości od planety – dla dalekich orbit perturbacje pochodzące od Słońca przeważają nad tymi pochodzącymi od planety, które dominują na ciaśniejszych orbitach.
Przykładami naturalnych satelitów, których płaszczyzny Laplace’a są położone blisko płaszczyzny równikowej, są księżyce Marsa i wewnętrzne księżyce planet-olbrzymów. Zewnętrzne księżyce nieregularne tych planet oraz ziemski Księżyc są przykładami satelitów, których płaszczyzny Laplace’a są położone blisko płaszczyzny orbity planety. Niektóre satelity, takie jak Japetus krążący wokół Saturna, orbitują w strefie przejściowej, a płaszczyzna Laplace’a znajduje się w pośrednim położeniu.
W niektórych przypadkach duże satelity planety (jak Tryton krążący wokół Neptuna) mogą wpływać na położenie płaszczyzny Laplace’a mniejszych satelitów krążących wokół tej samej planety.